# Ákos Buzsáky
Ákos Buzsáky (Budapest, Hungría, 7 de mayo de 1982) es un futbolista húngaro. Juega de volante y su actualmente está sin equipo.

## Selección nacional
Es internacional con la Selección de fútbol de Hungría desde 2005. Hasta la actualidad lleva jugados 20 partidos internacionales y ha anotado 2 goles. También fue internacional en las categorías SUB-14 (2 partidos 0 goles), SUB-16 (12 partidos 5 goles) y SUB-17 (6 partidos 2 goles).

## Clubes
| Club                | País       | Año         | Partidos | Goles |
| ------------------- | ---------- | ----------- | -------- | ----- |
| MTK Hungária        | Hungría    | 1999-2002   | 53       | 5     |
| FC Porto            | Portugal   | 2002 - 2005 | 4        | 0     |
| Plymouth Argyle     | Inglaterra | 2005 - 2007 | 96       | 8     |
| Queens Park Rangers | Inglaterra | 2007 - 2012 | 102      | 17    |
| Portsmouth FC       | Inglaterra | 2012        | 6        | 0     |
| Barnsley FC         | Inglaterra | 2012        | 5        | 0     |
| Ferencvárosi TC     | Hungría    | 2013-       |          |       |